# Topelia californica
Topelia californica är en lavart som beskrevs av P. M. Jørg. Topelia californica ingår i släktet Topelia och familjen Stictidaceae.   Inga underarter finns listade i Catalogue of Life.